# Clossiana nigrofasciata
Clossiana nigrofasciata är en fjärilsart som beskrevs av Henrik H. Bruun och Schantz 1950. Clossiana nigrofasciata ingår i släktet Clossiana och familjen praktfjärilar. Inga underarter finns listade i Catalogue of Life.